# Ивлин, Джон
Джон И́влин (англ. John Evelyn; 31 октября 1620, Уоттон, Суррей — 27 февраля 1706, Лондон) — английский писатель

 и натурфилософ, мемуарист, коллекционер, садовод. Один из основателей Лондонского королевского общества.
Дневники Джона Ивлина, также называемые его «Мемуарами», написаны практически одновременно с воспоминаниями другого примечательного мемуариста Сэмюэля Пипса и являются ценным историческим произведением. Ивлин писал о политике, обществе и культуре того времени. Он был свидетелем казни Карла I, смерти Кромвеля, Великой чумы в Лондоне, стал свидетелем Большого лондонского пожара 1666 года. Многие годы «Дневники» Ивлина находились в тени мемуаров Пипса. Оба мемуариста вели активную переписку, бо́льшая часть которой сохранилась.

## Биография

### Ранние годы

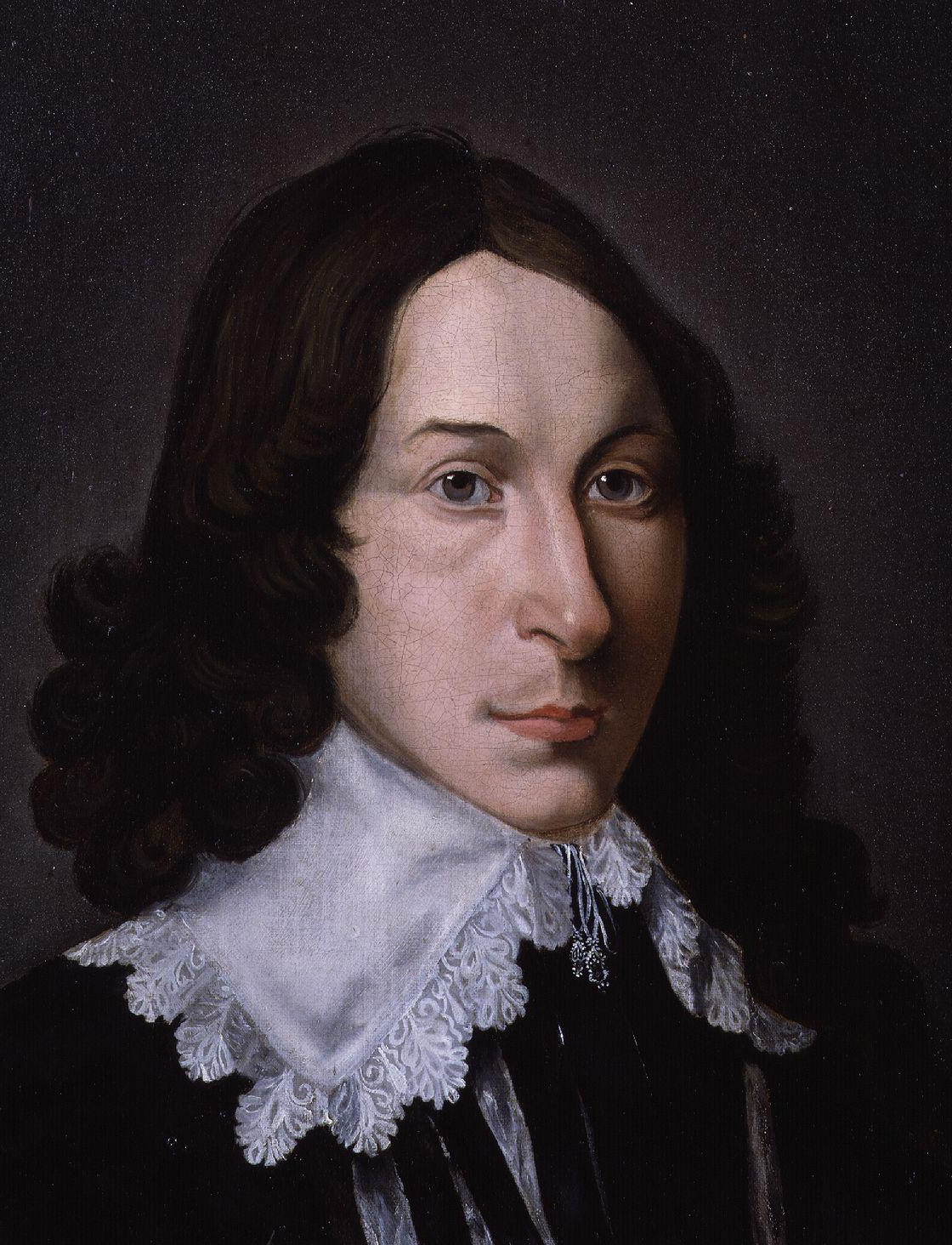
Часть портрета Джона Ивлина кисти, 1641

Джон Ивлин родился в Уоттоне (Суррей) в семье, чьё богатство было во многом основано на производстве пороха. Его дед Джордж Ивлин занимался производством пороха в последние годы правления Елизаветы I и даже получил королевскую монополию. Большие доходы позволили ему приобрести несколько поместий в графстве Суррей, и одно из них, Уоттон, в 1603 году унаследовал отец Джона Ричард Ивлин. 
Ричард Ивлин, старший шериф в Суррее и Суссексе в 1633 году, был женат на Эланор Стандсфилд, у них было пятеро детей. Джон был вторым ребёнком в семье. Большую часть детства он провёл в Клиффе (англ. Cliffe) под Льюисом (Суссекс) со сводной бабушкой по материнской линии. Джон отказался ради школы в Итоне оставлять свою «слишком снисходительную» бабушку, и когда после смерти мужа та снова вышла замуж, мальчик переехал с ней в Саутовер (англ. Southover, теперь на территории Льюиса), где посещал местную бесплатную школу.
В феврале 1637 года Ивлин был принят в школу подготовки барристеров Миддл Темпл в Лондоне для изучения права. В мае следующего года он поступил в колледж Баллиол в Оксфорде, но ушёл из университета, не получив учёной степени, и к 1640 году обосновался в Миддл Темпле. В том же году умер отец Джона, мать скончалась несколькими годами ранее. Будучи вторым сыном в семье, Джон не имел прав на наследование родового поместья, которое перешло к его старшему брату Джорджу, прожившему долгую жизнь в качестве уважаемого землевладельца и члена парламента при королях Карле II, Вильгельме III и Марии II. 
Не связанный недвижимостью, Джон Ивлин принялся путешествовать. В 1641 году он посетил Голландию, где в июле завербовался добровольцем на войну против Габсбургов, но его военный опыт ограничился шестью днями в военном лагере. Также он посетил Испанские Нидерланды. Вернувшись осенью в Англию, чтобы на короткое время присоединиться к королевской армии, Ивлин участвовал в битве при Дрентфорде в ноябре 1642 года на стороне роялистов. После неё —устранился от участия в гражданской войне и к декабрю вернулся в Уоттон, чтобы заниматься садами брата. Как писал сам Ивлин, его участие в войне лишь способствовало бы нанесению ущерба поместью Уоттон без всякой «надежды на возмещение со стороны королевской власти».

### Путешествие по Европе на время гражданской войны в Англии

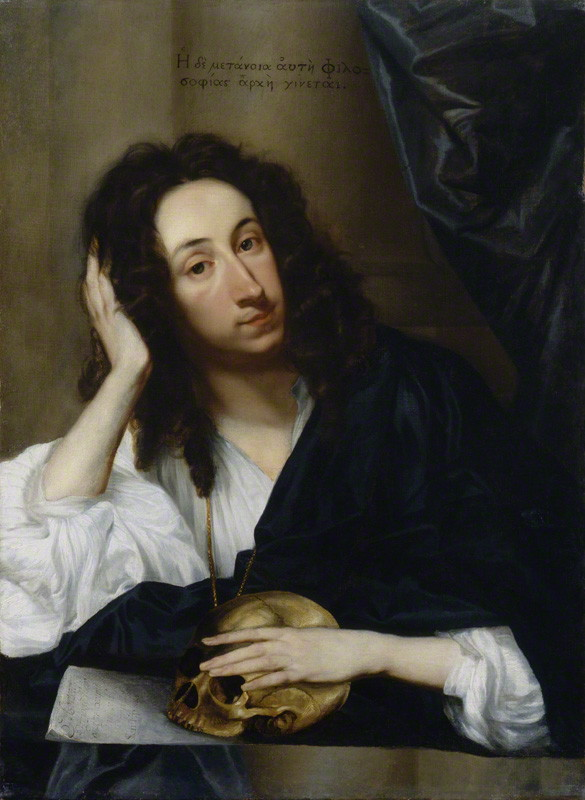
Портрет Джона Ивлина кисти Роберта Уокера, 1648

Ивлин покинул Англию в конце 1643 года и в течение нескольких лет путешествовал по Франции, Италии и Швейцарии. В 1644 году Ивлин побывал в английском колледже в Риме, где обучали католических священников для служения в Англии. В Венеции он возобновил старое знакомство с покровителем искусств и коллекционером Томасом Говардом, графом Арундел. В 1646 году Ивлин посещал лекции по анатомии в Падуе, где приобрёл так называемые Ивлиновские таблицы; в том же году он переболел оспой в Швейцарии, а после выздоровления переехал во Францию. Там он завёл связи при дворе изгнанного короля Карла II, встретившись осенью с послом короля во Франции Ричардом Брауном. В следующем 1647 году Ивлин добился от него разрешения на брак с 12-летней дочерью Брауна Марией. Свадьба состоялась 27 июня в Париже. Оставив жену на попечении её родителей, он вернулся в Англию, чтобы уладить свои дела. Ивлин посетил Карла I, заключённого в Хэмптон-Корте в 1647 году и в течение последующих двух лет поддерживал шифрованную переписку со своим тестем в королевских интересах. В конце концов он выкупил у тестя поместье Сайес Корт в Дептфорде (в настоящее время район на юго-востоке Лондона). Поместьем сэр Ричард Браун владел на правах арендатора короля, и в период революции оно было конфисковано парламентом. Джону удалось уладить дело и получить Сайес Корт за £3500. После этого он вернулся во Францию в июле 1649 года, нанеся короткий визит в Англию летом 1650 года. После поражения Карла II при Вустере в 1651 году Ивлин счёл борьбу с республикой безнадёжной, вернулся в Англию в начале 1652 года и больше уже её не покидал.

### Сайес Корт
Летом 1652 года в Сайес Корт переехала жена Ивлина Мэри, беременная их первенцем Ричардом. Ивлины прожили в поместье вплоть до 1694 года. В своём поместье Ивлин начал воплощать инновационные для Англии планы по обустройству дома и сада. Он реконструировал и расширил дом и, вдохновленный французскими и итальянскими идеями, превратил окружающий ландшафт в один из самых примечательных английских садов своего времени. В то же время Ивлин отказывался от работы на Содружество. В 1659 году он опубликовал извинения за Роялистскую партию, а в декабре того же года тщетно пытался убедить полковника Герберта Морли, позже заместителя коменданта Тауэра, предвосхитить генерала Монка, выразив поддержу королю. После восхождения на трон Карла II поместье Сайес Корт отошло обратно короне как арендатору, но Ивлину всё же удалось с большим трудом получить договор аренды поместья сроком на 99 лет.

### Период Реставрации Стюартов

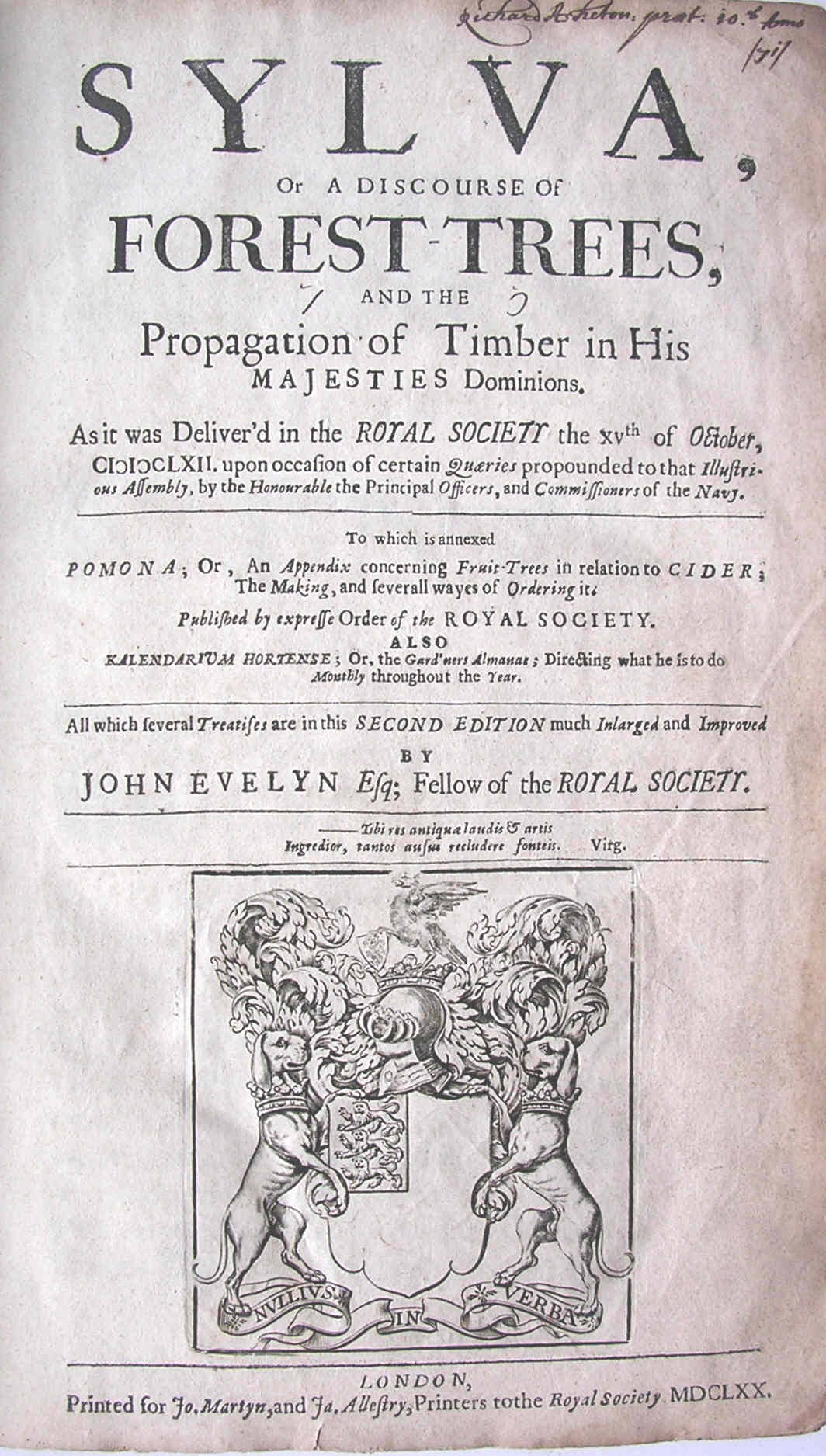
Титульный лист второго издания «Сильвы», 1670 (хотя, согласно дневникам Ивлина, он представил новое издание в 1669 году).

В период Реставрации карьера Ивлина взлетела вверх. Ивлин входил в число людей, основавших Лондонское королевское общество в 1660 году. В следующем году он написал труд Fumifugium, в котором впервые была поднята проблема загрязнения воздуха в Лондоне. Известность среди современников он приобрёл благодаря своим знаниям о деревьях и трактату Sylva, или «Рассуждение о лесных деревьях» (1664), который был написан для поощрения землевладельцев высаживать лес, чтобы обеспечить нужды военно-морского флота Англии. Трактат был издан по просьбе Лондонского королевского общества после того, как Ивлин в 1662 году представил в нём свои рассуждения по этому вопросу. «Сильва» стала одной из главных работ Ивлина, дальнейшие её издания появились при его жизни в 1670 и 1679 годах, четвёртое издание (1706 год) увидело свет посмертно. По мнению автора статьи об Ивлине в «Британнике», книга действительно повлияла на землевладельцев.

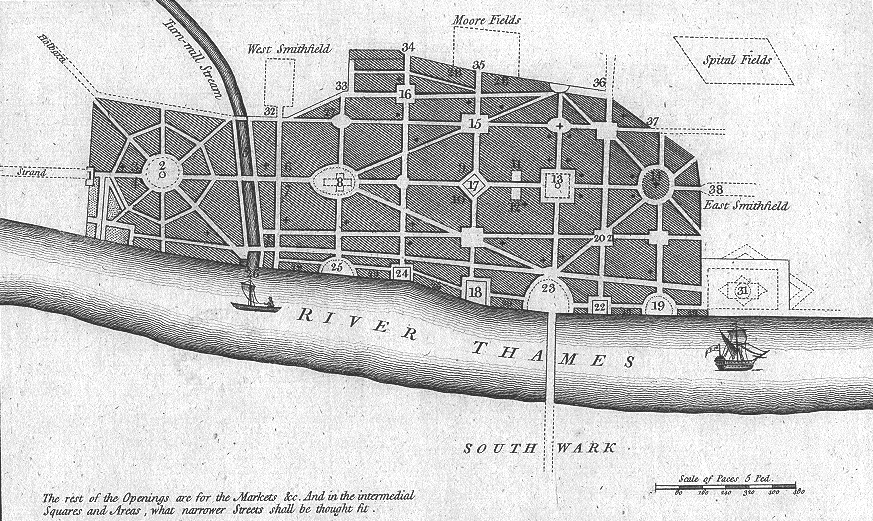
План Джона Ивлина по тотальной перестройке Лондона, никогда не воплощённый

За время правления Стюартов Ивлин побывал на многих должностях — он был комиссаром по улучшению улиц и зданий в Лондоне, по рассмотрению дел благотворительных фондов, комиссаром монетного двора и комиссаром иностранных плантаций. Во время второй англо-голландской войны с 28 октября 1664 года Ивлин служил одним из четырёх уполномоченных по уходу за больными и ранеными моряками, а также обращению с военнопленными, и не оставил свой пост во время Великой чумы, ограничившись отправкой семьи в Уоттон. После Большого пожара 1666 года, подробно описанного им в дневниках, Ивлин представил свой план восстановления города (второй был представлен Кристофером Реном); впрочем, Карлом II были отвергнуты оба. Ивлин интересовался планами восстановления собора Святого Павла и даже нашёл для него резчика по дереву Грилинга Гиббонса (англ. Grinling Gibbons), которого представил королю. Интерес к садоводству привёл его к планировке «увеселительных садов», таких как, например, Юстон-холл. Ивлин присутствовал на заседаниях Лондонского королевского общества, наблюдал опыты и эксперименты самого разнообразного характера: от астрономических наблюдений до микроскопического исследования червей. В дневниках Ивлин описывал как анатомические детали уродцев, демонстрируемых на ярмарках, так и китов, выброшенных на гринвичский берег, а также вёл записи о хирургических операциях, на которых присутствовал. В сентябре 1671 года он отправился вместе с королевским двором Карла II в Норвич. Ивлин был секретарём Королевского общества в 1672 году и как активный защитник его интересов дважды (в 1682 и 1691) был выдвинут в президенты. Ивлин склонил Генри Говарда, герцога Норфолка, подарить арундельские мраморы Оксфордскому университету (1667), а ценнейшую библиотеку семьи Арундел — Грешем-колледжу (1678). 
Во время правления Якова II (1685-88) Ивлин достиг пика своей придворной карьеры, став Хранителем Малой печати несмотря на его недовольство действиями нового короля по отношению к англиканской церкви. Ивлин занимал этот пост во время отсутствия графа Кларендона, который находился в Ирландии. При королеве Марии II Ивлин сыграл заметную роль в основании Гринвичского госпиталя для отставных моряков, заложив первый камень в его основание 30 июня 1696 года и став его казначеем.

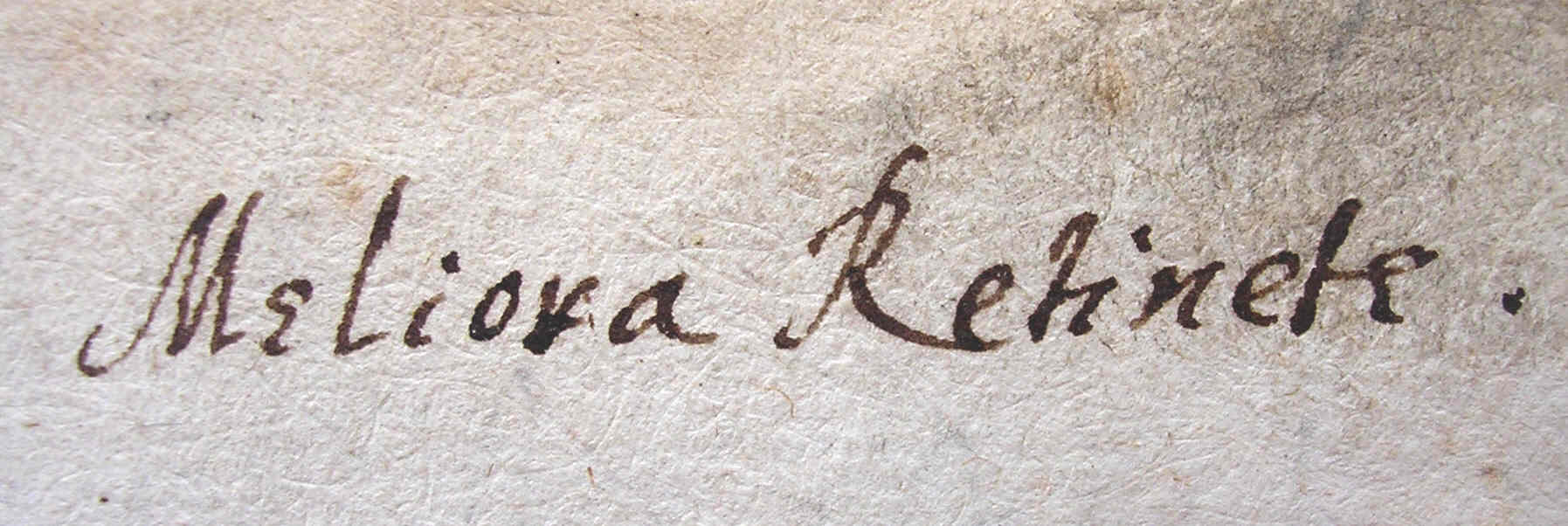
Девиз Ивлина на одной из его книг, купленных в Париже в 1651 году: «Сохранить лучшее»

Как Браун и Пипс, Ивлин был библиофилом на протяжении всей жизни. У его тестя Ричарда Брауна не было сыновей, что позволило Ивлину объединить свою библиотеку с брауновской. После себя Джон Ивлин оставил большое собрание, состоявшее из 3859 книг и 822 брошюр. Многие из них были унифицированы, переплетены на французский манер и отмечены девизом владельца — лат. Omnia explorate; Meliora retinete («Изучить всё, сохранить лучшее», 1Фес. 5:21).
В 1977 и 1978 годах на восьми аукционах Кристи большая часть сохранившейся библиотеки Ивлина была продана отдельными лотами.

### Старость
В 1694 году Ивлин возвратился в родное поместье Уоттон, графство Суррей, по просьбе старшего брата Джорджа. Поскольку последний не оставил сыновей, Ивлин унаследовал его имущество и семейное поместье Уоттон в 1699 году. Собственное поместье Сайес Корт было предложено в аренду, и в июне 1696 капитан Бенбоу подписал трехлетний договор об аренде. Бенбоу оказались далеко не идеальными арендаторами, Ивлин жаловался другу в письме, что у него вызывает «досаду каждодневный вид порчи результата многих моих бывших трудов и расходов».
Самый большой ущерб поместью Ивлина нанёс русский царь Пётр, который жил там в течение трех месяцев в 1698 году по повелению короля Вильгельма. Бенбоу даже потребовали компенсации после отъезда царя, чтобы покрыть потери и возместить ущерб собственности Ивлина. Казначейство, в конечном счете, выплатило 350 фунтов 9 шиллингов и 6 пенсов.
Несмотря на плохое здоровье, Ивлин нашёл время, чтобы начать пересмотр своих дневников в 1700 году, а также составить небольшую книгу советов по ведению недвижимости для внука. Джон Ивлин умер в 1706 году в своём доме на Дувр-стрит в Лондоне.

## Труды
Ивлин был плодовитым автором, в сферу интересов которого входили самые разнообразные темы: теология, нумизматика, политика, садоводство, архитектура и вегетарианство. Ивлин активно интересовался происходящим вокруг, поддерживал переписку с современниками по всему спектру политической и культурной жизни стюартовской Англии.

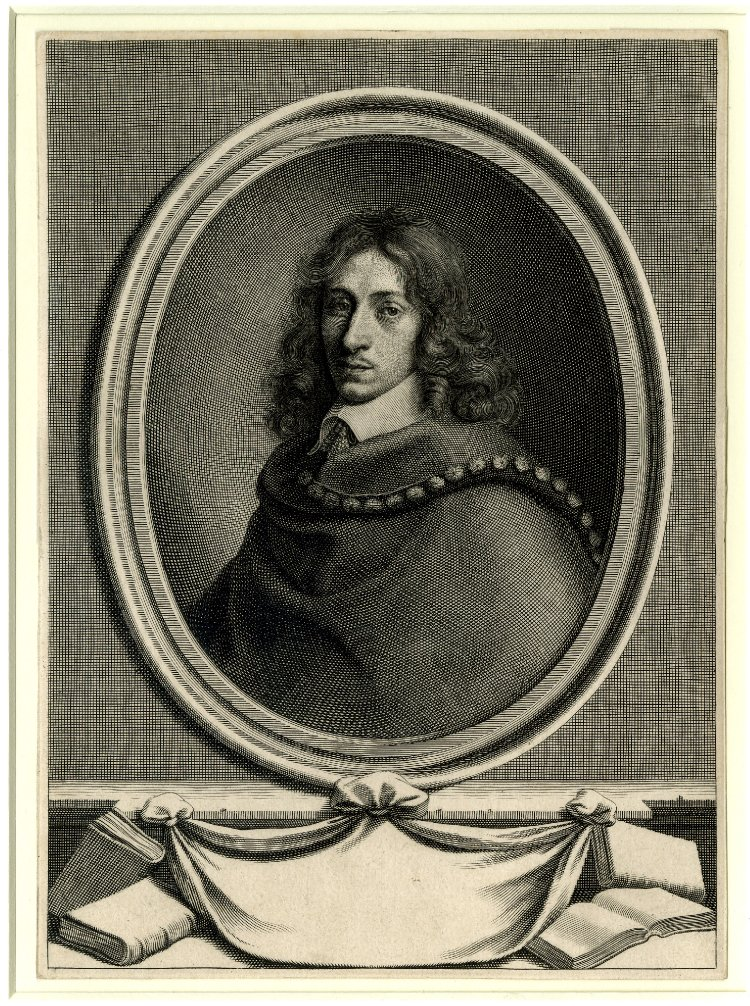
Гравюрный портрет Джона Ивлина кисти Роберта Нантёйля, 1650

Основным трудом, бесспорно, остаются его дневники. Написанные в формате кварто, 700 страниц охватывают события с 1641 по 1697 годы (существует также небольшое дополнение к «Дневникам», которое описывает события трёх недель после смерти Ивлина). Дневники оставались неопубликованными до 1818 года. Часть дневников была отредактирована Уильямом Бреем (англ. William Bray) и с разрешения семьи Ивлинов опубликована в 1818 году под названием «Мемуары, иллюстрирующие жизнь и творчество Джона Ивлина, включая его дневники с 1641 по 1705/6 годы, а также избранное из его семейных писем» (англ. Memoirs illustrative of the Life and Writings of John Evelyn, comprising his Diary from 1641 to 1705/6, and a Selection of his Familiar Letters). За первым последовали и другие издания, среди которых стоит отметить издание Уитли (англ. H. B. Wheatley) 1849 года и Остина Добсона (англ. Austin Dobson) 1906 года (3 тома).
Пытливый ум Ивлина породил множество трудов помимо «Дневников»:
- «О свободе и рабстве…» (1649), перевод с французского Франсуа де Ла Мот Ле Вайе;
- «Государства Франции, как они состояли на IX век при … Людовике XIII» (1652);
- «Эссе о первой книге Тита Лукреция Кара de Rerum Natura» (1656), переведено и переложено на английский стих Джоном Ивлином;
- «Золотая книга Иоанна Златоуста, касающаяся воспитания детей», перевод с греческого (издано 1658, датировано 1659);
- «Французский садовод: инструкция по культивированию всех сортов фруктовых деревьев» (1658), перевод французского автора Н. де Боннефона (фр. N. de Bonnefons);
- «Нрав Англии…» (1659), описывающая обычаи страны, как они показались бы иностранному наблюдателю. Перепечатано в «Трактатах Соммерса» (англ. Somers' Tracts) под ред. Скотта, 1812, и в «Альманахе Харлейан» (англ. Harleian Miscellany) под ред. Парка, 1813;
- «Последние неприкрытые новости из Брюсселя» (1660), ответ на клеветнический памфлет Мачамонта Нидхама (англ. Marchamont Needham) против короля Карла I;
- «Fumifugium, или неудобства лондонского воздуха и рассеянного смога» (1661), в которой он предложил посадить в Лондоне благоухающие деревья для очистки воздуха ;
- «Инструкции, касательные создания библиотеки…» (1661), перевод французского автора Габриэля Ноде;
- «Tyrannus, или Мода, в рассуждениях о законах о роскоши» (1661);
- «Изваяние: или история искусства гравировки по меди» (1662);
- «Сильва, или Рассуждение о лесных деревьях» (1664), в трёх дальнейших переизданиях (1669, 1679 и 1706) в ней появлялись дополнительные главы от Ивлина;
- «Параллель меж древней и современной архитектурой» (1664), перевод Ролана Фреар де Шамбре (фр. Roland Fréart de Chambray) с французского;
- «История трёх последних знаменитых самозванцев, а именно Падре Оттомана, Махомед Бея и Шабтая Цви…» (1669);
- «Навигация и коммерция, в которой право его Величества на доминирование на море защищается против новых норм права и более поздних претендентов» (1674), книга является предисловием к планируемому труду по истории англо-голландских войн, который Ивлин взялся написать по запросу короля Карла II, но после заключения мира между странами в интересах его дальнейшего поддержания план полной истории был заброшен, а непроданные копия предисловия отозваны;
- «Философский дискурс о Земле…» (1676), трактат о садоводстве, более известный под поздним названием «Terra; Совершенный садовник» (1693), перевод Ж. де ла Квинтини (фр. J. de la Quintinie) с французского;
- Numismata…[11] (1697), труд не был принят с большим энтузиазмом, в основном из-за многочисленных типографских опечаток и путаного текста.

Некоторые из них были перепечатаны в «Различных сочинениях Джона Ивлина» (англ. The Miscellaneous Writings of John Evelyn) (1825), под редакцией Уильяма Апкотта (англ. Upcott).
Сохранились многие другие документы и письма Ивлина по научной тематике и не только. Обширная переписка Джона Ивлина и его тестя Ричарда Брауна хранится в Британском музее.
Его дочери Марии Ивлин (1665—1685) подчас приписывают авторство написанной под псевдонимом книги «Mundus Muliebris, или Незапертая гардеробная леди и её туалетное пространство. В шуточном стиле. Совместно с щегольским словарём, составленным для пользования прекрасным полом» (англ. Mundus Muliebris of 1690. Mundus Muliebris: or, The Ladies Dressing Room Unlock'd and Her Toilette Spread. In Burlesque. Together with the Fop-Dictionary, Compiled for the Use of the Fair Sex). Книга представляла сатирическое руководство в стихах по франкофильской моде и её терминологии. К соавтором данной книги также часто относят и Джона Ивлина, который, по всей видимости, редактировал её для публикации после смерти дочери.
Большой архив личных документов Ивлина, в том числе и рукопись его дневника, хранится в Британской библиотеке.

## Семья и личная жизнь

### Дружба с Маргарет Благг

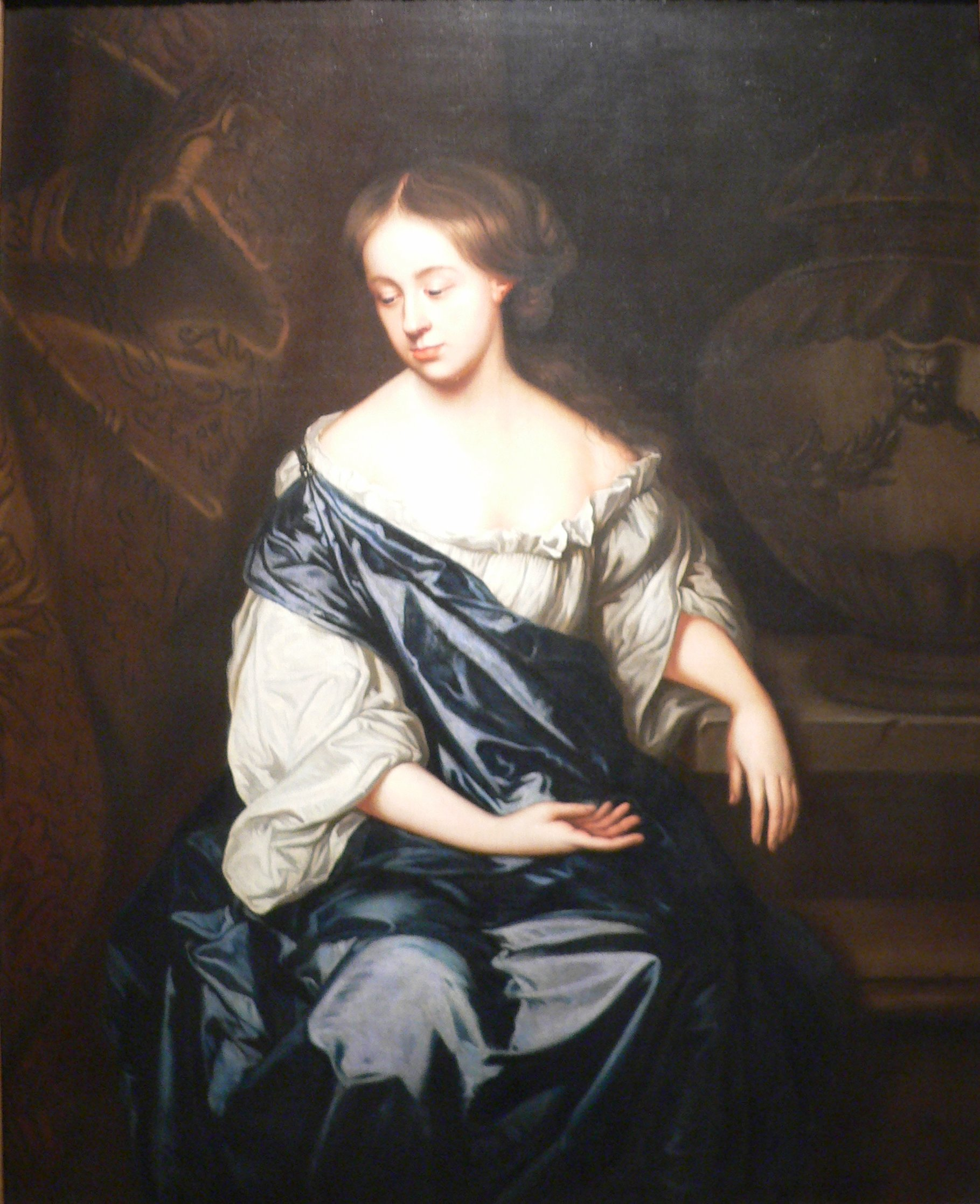
Маргарет Благг, жена Сидни Годолфина кисти Мэтью Диксона

В 1669 году Ивлин встретил при дворе 17-летнюю фрейлину Маргарет Благг (англ. Margaret Blagg), дочь Томаса Благга. По мнению английского историка Гая де ла Бедойера, не ранее 1672 года они вступили в соглашение о «неприкосновенной» дружбе, в которой Ивлину отводилась роль духовного наставника и поверенного в делах Маргарет. Отношения их были подчёркнуто платоническими. Они регулярно встречались, чтобы разделить трапезу или молитву. Несмотря на то, что Ивлин отговаривал её от отношений с Сидни Годолфином, Маргарет тайно вышла за того замуж в 1675 году. Брак Маргарет был короток: она умерла в 1678 году сразу после рождения сына. Её муж был так поражён горем, что Ивлину пришлось улаживать её дела и даже распоряжаться перевозкой её тела в церковь Годолфинов в Корнуолле.
В своём дневнике Ивлин писал о Маргарет, что его предназначение — «освятить её достойную жизнь потомкам», что он и сделал в своём малом шедевре религиозной биографии, который остался в рукописи во владении семьи Харкорт, пока не был отредактирован Сэмюэлем Уилберфорсом (англ. Samuel Wilberforce), епископом Оксфордским, как «Жизнь миссис Годолфин» (англ. Life of Mrs Godolphin), (1847, перепечатан в «King’s Classics» в 1904). Изображение кроткой жизни Маргарет Благг довольно сильно контрастирует с жизнеописаниями её современников.

### Семья
У Джона и Мэри Ивлин было восемь детей: Ричард (1652—1658), Джон Стандсфилд (1653—1654), Джон младший (1655—1699), Джордж (1657—1658), Ричард (1664), Мэри (1665—1685), Элизабет (1667—29.08.1685) и Сюзанна (1669—1754). Таким образом, только Сюзанна пережила родителей.
Первенец Ричард умер в разгар особенно холодной зимы 1658 года, в январе. Ивлин писал своему тестю Брауну в письме от 14 февраля об этом как о «случае, что произвёл столь большую брешь в моей [Ивлина] сущности, что я действительно не надеюсь увидеть её когда-либо затянутой». На следующее утро скончался четвёртый сын Ивлина, Джордж. Второй сын Ивлинов, Джон, скончался во младенчестве четырьмя годами ранее. И только третий, Джон младший, вошёл во взрослую жизнь. Он оставил сына, также Джона, но не пережил своего отца, скончавшись в 1699 году в возрасте 44 лет. Дочери Ивлина Мэри и Элизабет умерли в 1685 году с интервалом в несколько месяцев от оспы в возрасте 19 и 17 лет соответственно. Причём Элизабет в том же году успела сбежать с племянником инспектора военно-морского флота и выйти за него замуж. Потрясённый Ивлин отрёкся от дочери и лишил её наследства. Через несколько недель, когда он узнал о болезни Элизабет, Джон Ивлин писал своей жене, что считает эту болезнь судом Божьим. Младшая дочь Ивлинов Сюзанна вышла замуж в 1693 году за Уильяма Дрейпера (англ. William Draper) и впоследствии родила ему детей. После того как семья унаследовала Уоттон, Ивлин сосредоточил свои усилия на хлопотах о своём внуке Джоне, сыне Джона-младшего. Патроном последнего выступил Сидни Годолфин, в то время уже Первый Лорд Казначейства, устроив его к себе в Казначейство сначала Казначеем по государственным доходам (англ. Treasurer for the Revenue), а затем Комиссаром по премиальным выплатам (англ. Commissioner of the Prizes). Также был организован брачный контракт с племянницей Годолфина Энн Боскавен (англ. Ann Boscawen), финансируемый в том числе и Уильямом Дрейпером.
Ни сам Джон Ивлин, ни его сын Джон-младший не имели титула. Лишь внук Ивлина, сын Джона Ивлина младшего, сэр Джон Ивлин, ставший наследником поместьев Уоттон и Сайес Корт после смерти Джона Ивлина Старшего, был произведён в баронеты 6 августа 1713 года.
Жена Ивлина Мэри умерла в 1709 году, через три года после мужа. Оба были похоронены в Часовне Ивлинов в церкви Святого Иоанна в Уоттоне.

## Память
- В Дептфорде существует избирательный округ «Ивлин» в административном районе Луишем и улица Ивлина. В 2011 году была начата кампания по восстановлению сада Джона Ивлина.
- С 1887 по 1897 год существовал Ивлинский женский колледж[англ.] Принстонского университета.
- В Дептфорде есть улица Ивлина.
- В 1992 году в Уоттоне гробницы Джона Ивлина и его жены были разбиты, а их черепа пропали[2].

## Книги Джона Ивлина в открытом доступе
- Джон Ивлин, Дневник Джона Ивлина (выдержки) (англ.)
- Джон Ивлин, Дневники и Переписка, том 1, под редакцией Уильяма Брая (англ. William Bray) (впервые напечатано в Лондоне: Джордж Белл и сыновья, 1882)  (англ.)
- Джон Ивлин, Дневники и Переписка, том 2  (англ.)
- Джон Ивлин, Дневники и Переписка, том 3  (англ.)
- Джон Ивлин, Дневники и Переписка, том 4 (англ.)
- Работы Джона Ивлина или о нём at Архив Интернета (сканированные оригинальные издания с иллюстрациями)  (англ.)
- Работы John Evelyn в проекте «Гутенберг»  (англ.)
- Жизнь миссис Годолфин Архивная копия от 4 марта 2012 на Wayback Machine  (англ.)